# イーディ・ゴーメ
イーディ・ゴーメ（Eydie Gormé、1928年8月16日 - 2013年8月10日）は、アメリカ合衆国の歌手。ポップス、ラテン、ジャズなど多くのジャンルで成功を収めた。

## 生涯
ニューヨーク市ブロンクス区で生まれる。父親はユダヤ系イタリア人で、母親はユダヤ系トルコ人である。生まれた時の名前は、イーディス・ゴーメザーノ(Edith Gormezano)である。高校卒業後に、国際連合の機関で通訳の仕事に従事する。
1950年に、トミー・タッカー楽団で、デビューを果たす。そこそこ、ヒットを飛ばす。1951年に、テックス・ベネケ楽団に所属する。1957年に、歌手のスティーブ・ローレンス(Steve Lawrence)と結婚する。後に、夫のローレンスとのデュエット(Steve and Eydie)の録音やステージも、注目を集めている。1963年に、邦題『恋はボサノバ』(Blame It on the Bossa Nova)で大ヒットとなる。この曲のレコードが、全米レコード協会よりゴールドディスクと認定される。ブラジルのポップスであるボサノヴァの曲 "Recado" に英語の歌をつけた『ザ・ギフト』(The Gift) も、1963年発表のゴーメの歌のレコード録音より好評を得ていて、ジャズのスタンダードナンバーとして定着している。1980年まで、新作シングルを発表していた。YouTube で、よく登場している。1964年より、トリオ・ロス・パンチョスとの共演などで、『ある恋の物語』や『キエン・セラ』などのスペイン語の歌のパフォーマンスおよびレコード録音も、積極的に展開する。ゴーメは、スペイン語が流暢であった。
1995年、ソングライターズ・ホール・オブ・フェイム(Songwriters Hall of Fame) に、夫のスティーブ・ローレンスと共に、殿堂入りを果たす。
2013年8月10日、病気のためラスベガスの病院で死去。84歳没。

## 受賞
- 1961年 - グラミー賞 Best Performance by a Vocal Group（夫スティーブと）「We Got Us」
- 1967年 - グラミー賞 Best Vocal Performance, Female「If He Walked Into My Life」
- 1988年 - 第2回日本ゴールドディスク大賞THE Best Album of the year(ジャズ・フュージョン部門)「ギフト」[2]
- 1995年 - エラ・アワード（夫スティーブと）

## 作品
英語版参照のこと